# Phreatia
Phreatia es un género que tiene 213 especies de orquídeas, de la tribu Podochileae de la familia (Orchidaceae). 

## Especies seleccionadas
| - Phreatia acuminata - Phreatia albiflora - Phreatia alpina | - Phreatia altigena - Phreatia amabilis - Phreatia amesii |